# La Chapelle-Saint-André
Pour les articles homonymes, voir La Chapelle et Saint-André.
La Chapelle-Saint-André est une commune française située dans le département de la Nièvre, en région Bourgogne-Franche-Comté.

## Géographie
La Chapelle-Saint-André est une commune située dans le département de la Nièvre, dans l’arrondissement de Clamecy. La superficie de la commune est de 2 715 hectares. Son altitude varie entre 195 et 310 mètres. Elle compte 298 habitants en 2020.
Le village est implanté dans le quart nord-est de la Nièvre, à environ 60 km de Nevers (par la route). Il est situé à 20 km de Donzy et à 18 km au sud-ouest de Clamecy, son chef-lieu d'arrondissement. 

### Climat
Pour des articles plus généraux, voir Climat de la Bourgogne-Franche-Comté et Climat de la Nièvre.
En 2010, le climat de la commune est de type climat océanique dégradé des plaines du Centre et du Nord, selon une étude du Centre national de la recherche scientifique s'appuyant sur une série de données couvrant la période 1971-2000. En 2020, Météo-France publie une typologie des climats de la France métropolitaine dans laquelle la commune est exposée à un climat océanique altéré et est dans la région climatique  Centre et contreforts nord du Massif Central, caractérisée par un air sec en été et un bon ensoleillement. 
Pour la période 1971-2000, la température annuelle moyenne est de 10,8 °C, avec une amplitude thermique annuelle de 16 °C. Le cumul annuel moyen de précipitations est de 833 mm, avec 12,6 jours de précipitations en janvier et 7,8 jours en juillet. Pour la période 1991-2020, la température moyenne annuelle observée sur la station météorologique de Météo-France la plus proche, « Clamecy », sur la commune de Clamecy à 15 km à vol d'oiseau, est de 11,5 °C et le cumul annuel moyen de précipitations est de 707,4 mm. 
La température maximale relevée sur cette station est de 40,7 °C, atteinte le 25 juillet 2019 ; la température minimale est de −14 °C, atteinte le 9 février 2012,,. 
Les paramètres climatiques de la commune ont été estimés pour le milieu du siècle (2041-2070) selon différents scénarios d'émission de gaz à effet de serre à partir des nouvelles projections climatiques de référence DRIAS-2020. Ils sont consultables sur un site dédié publié par Météo-France en novembre 2022.

## Urbanisme

### Typologie
Au 1er janvier 2024, La Chapelle-Saint-André est catégorisée commune rurale à habitat dispersé, selon la nouvelle grille communale de densité à sept niveaux définie par l'Insee en 2022.
Elle est située hors unité urbaine. Par ailleurs la commune fait partie de l'aire d'attraction de Clamecy, dont elle est une commune de la couronne,. Cette aire, qui regroupe 45 communes, est catégorisée dans les aires de moins de 50 000 habitants,.

### Occupation des sols
L'occupation des sols de la commune, telle qu'elle ressort de la base de données européenne d’occupation biophysique des sols Corine Land Cover (CLC), est marquée par l'importance des forêts et milieux semi-naturels (64,4 % en 2018), une proportion identique à celle de 1990 (64,4 %). La répartition détaillée en 2018 est la suivante : forêts (64,4 %), terres arables (20,6 %), prairies (12,1 %), zones agricoles hétérogènes (1,8 %), zones urbanisées (1 %). L'évolution de l’occupation des sols de la commune et de ses infrastructures peut être observée sur les différentes représentations cartographiques du territoire : la carte de Cassini (XVIIIe siècle), la carte d'état-major (1820-1866) et les cartes ou photos aériennes de l'IGN pour la période actuelle (1950 à aujourd'hui).

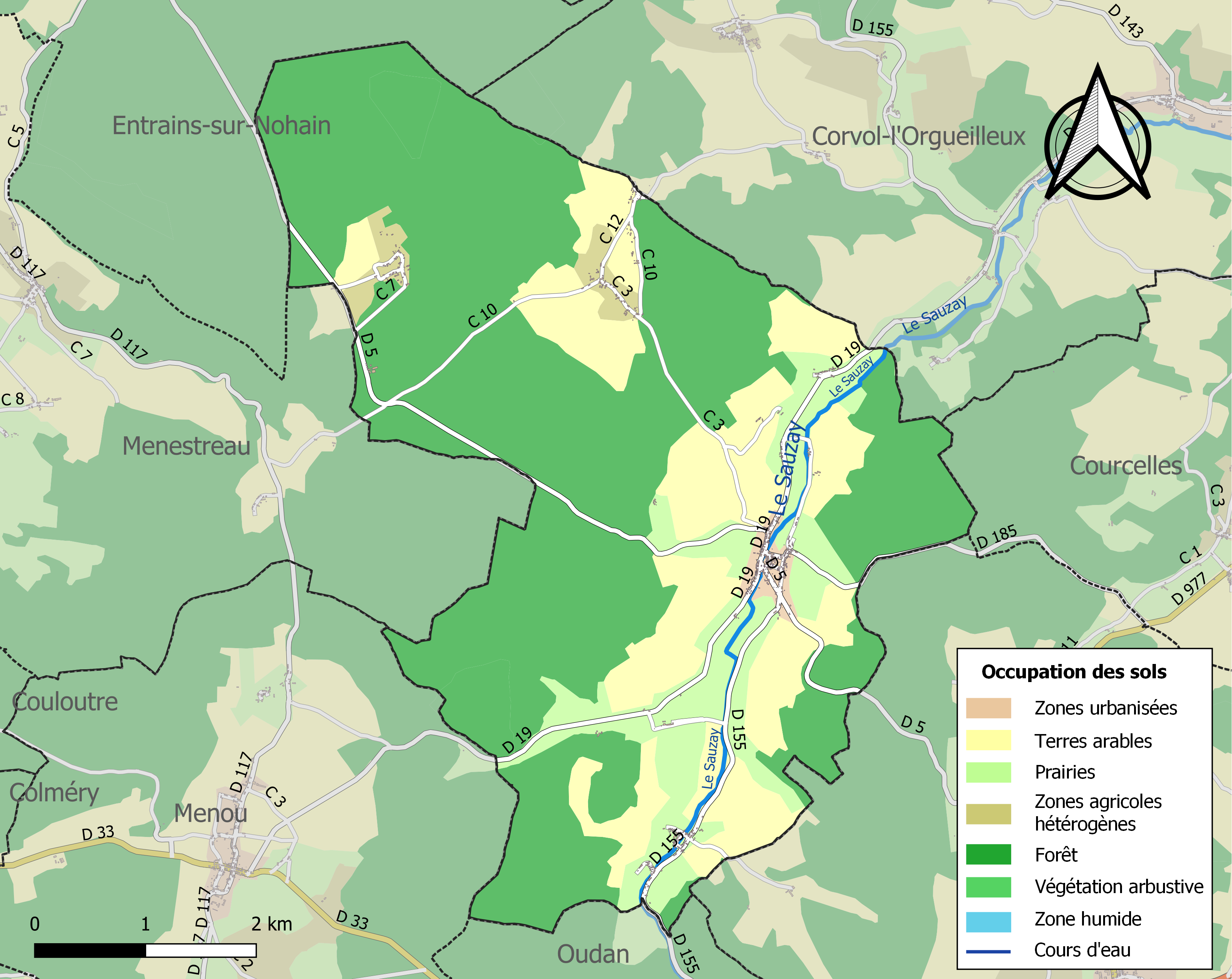
Carte des infrastructures et de l'occupation des sols de la commune en 2018 (CLC).

## Toponymie
On relève les formes suivantes du nom de la commune : Villa capella Sancti Andree (1173) et La Chapelle-Sainct-Andrier (1331).

## Histoire
- En 1240, Hugues seigneur de Corbelain demande à Bernard de Sully (60e évêque d'Auxerre 1234-1244) d'élever en cure Saint-Laurent, qui jusque-là dépendait de la chapelle Saint-André. Dans le même temps Bernard de Sully diminue par deux la somme que le curé de la chapelle Saint-André doit payer chaque année au chapitre de Varzy : de 20 livres, son annuité passe à 10 livres - le reste étant dû par le curé de la nouvelle cure, Saint-Laurent[15].
- 1908 : installation du téléphone, la commune disposant déjà du service télégraphique[16].

### Seigneurs
Famille Le Muet
- 1240 : Hugues[15]
- 1464 : Étienne Le Muet, seigneur en partie de Corbelin
- 1471 : Guillaume Le Muet, fils d'Étienne, seigneur en partie de Corbelin
- ? : Jean Le Muet, fils de Guillaume, seigneur de Corbelin
- 1550 : Léonard et Philibert Le Muet, fils de Jean, seigneurs de Corbelin
- 1594 : André Le Muet, seigneur de Corbelin[17]

## Politique et administration
| Période                                  | Période  | Identité     | Étiquette | Qualité                                                        |
| ---------------------------------------- | -------- | ------------ | --------- | -------------------------------------------------------------- |
| mars 2008                                | En cours | Janny Siméon | DVG       | Éducateur Président de la communauté de communes jusqu'en 2020 |
| Les données manquantes sont à compléter. |          |              |           |                                                                |

## Démographie
L'évolution du nombre d'habitants est connue à travers les recensements de la population effectués dans la commune depuis 1793. Pour les communes de moins de 10 000 habitants, une enquête de recensement portant sur toute la population est réalisée tous les cinq ans, les populations de référence des années intermédiaires étant quant à elles estimées par interpolation ou extrapolation. Pour la commune, le premier recensement exhaustif entrant dans le cadre du nouveau dispositif a été réalisé en 2008.

En 2022, la commune comptait 305 habitants, en évolution de −7,29 % par rapport à 2016 (Nièvre : −3,28 %, France hors Mayotte : +2,11 %).
| 1793 | 1800 | 1806 | 1821 | 1831  | 1836  | 1841  | 1846  | 1851  |
| ---- | ---- | ---- | ---- | ----- | ----- | ----- | ----- | ----- |
| 817  | 925  | 956  | 957  | 1 123 | 1 122 | 1 155 | 1 311 | 1 329 |

| 1856  | 1861  | 1866  | 1872  | 1876  | 1881  | 1886  | 1891  | 1896  |
| ----- | ----- | ----- | ----- | ----- | ----- | ----- | ----- | ----- |
| 1 370 | 1 458 | 1 500 | 1 517 | 1 555 | 1 583 | 1 589 | 1 515 | 1 508 |

| 1901  | 1906  | 1911  | 1921 | 1926 | 1931 | 1936 | 1946 | 1954 |
| ----- | ----- | ----- | ---- | ---- | ---- | ---- | ---- | ---- |
| 1 412 | 1 260 | 1 140 | 863  | 796  | 702  | 615  | 608  | 501  |

| 1962 | 1968 | 1975 | 1982 | 1990 | 1999 | 2006 | 2008 | 2013 |
| ---- | ---- | ---- | ---- | ---- | ---- | ---- | ---- | ---- |
| 478  | 530  | 435  | 386  | 371  | 329  | 338  | 341  | 336  |

| 2018 | 2022 | - | - | - | - | - | - | - |
| ---- | ---- | - | - | - | - | - | - | - |
| 302  | 305  | - | - | - | - | - | - | - |

## Culture locale et patrimoine

### Lieux et monuments
- Château de Corbelin,
- Chapelle de Corbelin : l’ancienne chapelle de Corbelin est un humble édifice du val de Sauzay, voisine du château de Corbelin. Bien que particulièrement remaniée, l’ancienne chapelle au style très dépouillé a conservé quelques témoignages architecturaux caractéristiques du XIIIe siècle : son chevet plat est percé de trois fenêtres en lancette sans meneaux ; le clocher alliant robustesse et simplicité et que coiffe un toit à quatre pans est flanqué de solides contreforts. À l’intérieur subsistent quelques traces de la voûte en bois du plafond ayant vraisemblablement remplacé une croisée d’ogives.

Le culte fut célébré dans la chapelle de 1240 à 1800. Devenu bâtiment agricole, l’édifice tombait en ruine. Il a été restauré entre 1995 et 1998 par la Caisse départementale des monuments et des sites de la Nièvre (Camosine). Elle est devenue un lieu destiné aux manifestations culturelles : expositions et concerts.

### Personnalités liées à la commune
- Pierre de Longueil, au bailliage de Varzy, en 1459[22].
- Oscar Brenifier, docteur en philosophie, philosophe et écrivain.
- Jacques Dutronc , chanteur, acteur, compositeur.

### Héraldique
| Blason de Chapelle-Saint-André (La) | Blason  | Écartelé : Aux 1er et 4e bandé d'or et d'azur, au 2e parti de gueules et d'argent, au sautoir d'or brochant ; au 3e parti d'argent et de gueules, à une enclume de sable sommée d'un marteau du même, les deux pièces brochantes ; le tout enfermé dans une bordure réduite componée d'argent et de gueules. |
| Blason de Chapelle-Saint-André (La) | Détails | Adopté le 24 septembre 2016. |